# PA-320
A  PA-320 é uma rodovia brasileira do estado do Pará. Essa estrada intercepta a PA-127 em sua extremidade oeste.
Está localizada na região nordeste do estado, atendendo aos municípios de Castanhal, São Francisco do Pará e Igarapé-Açu. 